# Губка Боб Квадратные Штаны (5 сезон)
Пятый сезон «Губка Боб Квадратные Штаны» транслировался с 19 февраля 2007 по 19 июля 2009. Он состоит из 41 эпизодов. В России сезон транслировался с 25 ноября 2008 по 3 февраля 2010 (однако сезон был запущен 28 марта 2008 года показом серии «Спанч Боб: Деспот запада» на английском языке).

## Производство
Премьера пятого сезона состоялась 19 февраля 2007 года с серий «Проснись и пой» и «Ожидание». Шоураннером пятого сезона был Пол Тиббит, а исполнительным продюсером — Стивен Хилленберг.
Раскадровка делалась на студии «Nickelodeon Animation Studio» (Бербанк, штат Калифорния), а анимация — за границей, в студии «Rough Draft Studios» в Южной Корее. С данного сезона съёмочная группа при анимации начала использовать графические планшеты. Спецвыпуск «Спанч Боб: Деспот Запада» был первой серией мультсериала, где команда применила этот метод. Кенни Питтенгер, фоновый дизайнер мультсериала, сказал: «Единственная реальная разница между тем, как мы рисуем сейчас, и тем, как мы рисовали тогда, заключается в том, что мы отказались от карандаша и бумаги в ходе пятого сезона». Переход на планшеты позволил дизайнерам и аниматорам рисовать на экранах компьютеров и немедленно вносить изменения или исправлять ошибки. Над анимацией сезона работали: Алан Смарт, Том Ясуми, Эндрю Овертум и Ларри Леичлитер.
Раскадровку пятого сезона делали: Зеус Цервас, Кейси Александр, Крис Митчелл, Люк Брукшир, Том Кинг, Майк Митчелл, Нэйт Кэш, Так Такер, Чарли Бин, Аарон Спрингер, Крис Реккарди и Грег Миллер.
Главным сценаристом пятого сезона был Стивен Бэнкс. Над сценариями также работали Пол Тиббит, Дэни Михаэли, Ричард Пурсель и Эрик Шоу, в частности: Зеус Цервас, Кейси Александр, Крис Митчелл, Люк Брукшир, Том Кинг, Майк Митчелл, Нэйт Кэш, Так Такер, Чарли Бин, Аарон Спрингер, Крис Реккарди, Грег Миллер и Тим Хилл.
Сезон официально завершился 13 октября 2008 года показом эпизода «Что же случилось с Губкой Бобом?». Серия «Газ агу-агу» была показана ещё за девять месяцев после официального окончания сезона в марафоне с новыми сериями 6-го сезона и со стартом 7-го. По состоянию на 2023 год, был показан ролик на 2х2 с серии «Танцы без правил», где танец Сквидварда больше похож на знаменитый танец, в котором этот танец долго не просуществовал даже до выхода этой серии.

## Серии
| № общий | № в сезоне | Название                                                              | Художник                  | Автор сценария                                                      | Дата премьеры в США | Дата премьеры в России          | Произв. код     |
| --- | ---------- | --------------------------------------------------------------------- | ------------------------- | ------------------------------------------------------------------- | ------------------- | ------------------------------- | --------------- |
| 81 | 1          | «Друг или враг» «Friend or Foe»                                       | Алан Смарт и Том Ясуми    | Кейси Александр, Зеус Цервас, Майк Митчелл, Стивен Бэнкс и Тим Хилл | 13 апреля 2007      | 25 ноября 2008                  | 151-501/151-502 |
| Мистер Крабс рассказывает историю своей давней дружбы с Шелдоном Планктоном. |            |                                                                       |                           |                                                                     |                     |                                 |                 |
| 82a | 2a         | «Первый шеф-повар» «The Original Fry Cook»                            | Эндрю Овертум             | Люк Брукшир, Том Кинг, Стивен Бэнкс и Дэни Михаэли                  | 30 июля 2007        | 26 ноября 2008                  | 151-503         |
| Губка Боб пытается впечатлить всемирно известного шеф-повара Джима, когда-то работавшего в «Красти Краб», но понимает, что Джим гораздо лучше готовит, и начинает бояться своей работы. |            |                                                                       |                           |                                                                     |                     |                                 |                 |
| 82b | 2b         | «Ночник» «Night Light»                                                | Эндрю Овертум             | Кейси Александр, Крис Митчелл и Стивен Бэнкс                        | 30 июля 2007        | 26 ноября 2008                  | 5574-435        |
| Начитавшись страшных историй, Губка Боб начинает панически бояться темноты. Потом Губка Боб приходит на работу, Мистер Крабс посоветовал Губке Бобу купить ночник. Но в результате он увлекается с "безопасностью от страха темноты", и устраивает подследствия. |            |                                                                       |                           |                                                                     |                     |                                 |                 |
| 83a | 3a         | «Проснись и пой» «Rise and Shine»                                     | Эндрю Овертум             | Нэйт Кэш и Стивен Бэнкс                                             | 19 февраля 2007     | 27 ноября 2008                  | 151-504a        |
| Губка Боб просыпается и удивляется, что Патрик делает каждое утро. Обнаруживается, что Патрик очень неорганизованный по утрам и мыслит неясно. |            |                                                                       |                           |                                                                     |                     |                                 |                 |
| 83b | 3b         | «Ожидание» «Waiting»                                                  | Алан Смарт                | Нэйт Кэш, Так Такер и Стивен Бэнкс                                  | 19 февраля 2007     | 27 ноября 2008                  | 151-504b        |
| Губка Боб собрал достаточно коробок от хлопьев, чтобы получить приз по почте. Сгорая от нетерпения, он встаёт около почтового ящика в ожидании приза. Но потом он все таки дожидается приза, и получает наказание от природы что он все пропустил, и Патрик «как бы» сломал приз (Сквидвард объяснил что некоторые игрушки устроены с пружинами и он должен так выглядеть).                                                          |            |                                                                       |                           |                                                                     |                     |                                 |                 |
| 83c | 3c         | «Плесень атакует» «Fungus Among Us»                                   | Том Ясуми                 | Кейси Александр, Зеус Цервас и Ричард Пурсель                       | 29 сентября 2007    | 27 ноября 2008                  | 151-505         |
| Губка Боб обнаруживает, что Гэри ест зелёную массу на полу. Губка Боб берёт немного этой массы и идёт на работу, не подозревая о последствиях. Губка Боб выясняет, что это сыпь, ужасная болезнь, и теперь он должен оставаться в пузыре, чтобы никого не заразить. Но Гэри исправляет положение, и сыпь исчезает так как Гэри – всеядный, а Губка не давал ему решить проблему, от чего он и заболел, а потом доставалось и другим. |            |                                                                       |                           |                                                                     |                     |                                 |                 |
| 84a | 4a         | «Друзья-шпионы» «Spy Buddies»                                         | Эндрю Овертум             | Люк Брукшир, Том Кинг и Дэни Михаэли                                | 23 июля 2007        | 28 ноября 2008                  | 151-506         |
| Мистер Крабс посылает Губку Боба и Патрика последить за Планктоном. Но потом они всё таки узнают его план, и кое что ещё. |            |                                                                       |                           |                                                                     |                     |                                 |                 |
| 84b | 4b         | «Толковый водитель» «Boat Smarts»                                     | Алан Смарт                | Кейси Александр, Зеус Цервас и Ричард Пурсель                       | 23 июля 2007        | 28 ноября 2008                  | 151-508b        |
| Миссис Пафф показывает видео о том, как быть хорошим водителем и плохим. Она приводит Сквидварда, как пример опытного водителя, а Губку Боба, как пример неопытного, и объясняет, как стать хорошим водителем чтобы заставить жителей Бикини Боттом понять что Губка Боб - не подходит для обучения вождению катера в этом городе.                                                                                                   |            |                                                                       |                           |                                                                     |                     |                                 |                 |
| 84c | 4c         | «Старый, добрый как его там зовут» «Good Ol’ Whatshisname»            | Алан Смарт                | Кейси Александр, Зеус Цервас и Ричард Пурсель                       | 23 июля 2007        | 28 ноября 2008                  | 151-508a        |
| Мистер Крабс устраивает между своими работниками конкурс: кто запомнит больше имён посетителей «Красти Краб», получит приз. Конкурс становится самым серьёзным, когда дело доходит до последней жертвы и как догадался Сквидвард - первым посетителем. |            |                                                                       |                           |                                                                     |                     |                                 |                 |
| 85a | 5a         | «Новый дом» «New Digs»                                                | Эндрю Овертум             | Нэйт Кэш, Так Такер и Ричард Пурсель                                | 25 июля 2007        | 1 декабря 2008                  | 151-510         |
| Чтобы никогда больше не опаздывать на работу, Губка Боб переезжает в «Красти Краб». |            |                                                                       |                           |                                                                     |                     |                                 |                 |
| 85b | 5b         | «Крабс а ля мод» «Krabs à la Mode»                                    | Том Ясуми                 | Люк Брукшир, Том Кинг и Эрик Шоу                                    | 25 июля 2007        | 1 декабря 2008                  | 151-509         |
| У мистера Крабса есть термостат, всегда поддерживающий температуру в 62 градуса по Фаренгейту (Сквидвард говорит что это так дешевле и платить не придётся). Планктон прокрадывается в Красти Крабс и выключает термостат, заморозив Красти Краб. Мистер Краб находит в холоде выгоду. |            |                                                                       |                           |                                                                     |                     |                                 |                 |
| 86a | 6a         | «Американские горки» «Roller Cowards»                                 | Алан Смарт                | Люк Брукшир, Том Кинг и Стивен Бэнкс                                | 27 июля 2007        | 2 декабря 2008                  | 151-512         |
| В Мире перчаток открывается новый аттракцион «Огненная Горка Страха», и Губка Боб с Патриком хотят на нём прокатиться. Но потом после сна узнают тайну этого аттракциона и боятся его. |            |                                                                       |                           |                                                                     |                     |                                 |                 |
| 86b | 6b         | «Баккет, милый Баккет» «Bucket Sweet Bucket»                          | Ларри Леичлитер           | Кейси Александр, Зеус Цервас и Ричард Пурсель                       | 27 июля 2007        | 2 декабря 2008                  | 151-511         |
| Карен не нравится, что Планктон совсем не следит за «Помойным ведром», и Планктон нанимает Губку Боба, Патрика и Сквидварда, чтобы сделать ремонт «Помойного ведра». В результате, «Помойного ведра» больше нет, а Красти Краб улучшен. |            |                                                                       |                           |                                                                     |                     |                                 |                 |
| 87a | 7a         | «Любить крабсбургер» «To Love a Patty»                                | Эндрю Овертум             | Кейси Александр, Зеус Цервас и Эрик Шоу                             | 26 июля 2007        | 3 декабря 2008                  | 151-514         |
| Губка Боб сделал совершенный во всех смыслах крабсбургер. Тот кажется ему настолько прекрасным, что он никому не позволяет его съесть. Но потом Крабс напомнил Губке что крабсбургер красивый и надо его есть и не хранить сильно долго иначе пропадёт. |            |                                                                       |                           |                                                                     |                     |                                 |                 |
| 87b | 7b         | «Совершенно новый Сквидвард» «Breath of Fresh Squidward»              | Том Ясуми                 | Нэйт Кэш, Так Такер и Ричард Пурсель                                | 26 июля 2007        | 3 декабря 2008                  | 151-513         |
| Сквидвард поставил электрический забор, чтобы его не беспокоили, но его ударило током, после чего он становится весёлым и начинает дружить с Губкой Бобом и Патриком (Сквидвард объяснил что светлая сущность замерзала и его эмоции холодные). |            |                                                                       |                           |                                                                     |                     |                                 |                 |
| 88a | 8a         | «Говорящие деньги» «Money Talks»                                      | Алан Смарт                | Люк Брукшир, Том Кинг и Дэни Михаэли                                | 31 июля 2007        | 4 декабря 2008                  | 151-515b        |
| Мистер Крабс загадывает желание, чтобы разговаривать с деньгами. Деньги начинают с ним говорить, но они хотят, чтобы мистер Крабс потратил их. |            |                                                                       |                           |                                                                     |                     |                                 |                 |
| 88b | 8b         | «Спанч Боб против крабсбуроделки» «SpongeBob vs. The Patty Gadget»    | Алан Смарт                | Люк Брукшир и Ричард Пурсель                                        | 31 июля 2007        | 4 декабря 2008                  | 151-515b        |
| Сквидвард предлагает заменить Губку Боба на высокоскоростную машину для готовки крабсбургеров. |            |                                                                       |                           |                                                                     |                     |                                 |                 |
| 88c | 8c         | «Танцы без правил» «Slimy Dancing»                                    | Том Ясуми                 | Нэйт Кэш, Так Такер и Ричард Пурсель                                | 31 июля 2007        | 4 декабря 2008                  | 151-516         |
| Сквидвард соревнуется с Губкой Бобом и Патриком в танцевальном конкурсе. Когда Губка Боб остаётся единственным, кто прошёл в финал, Сквидвард заходит так далеко, что буквально управляет им. Но в результате, один танец который Патрик показал становится хитом, несмотря на глупые заметки что нельзя шутить на судорогой. |            |                                                                       |                           |                                                                     |                     |                                 |                 |
| 89a | 9a         | «Красти Спанч» «The Krusty Sponge»                                    | Эндрю Овертум             | Аарон Спрингер и Эрик Шоу                                           | 24 июля 2007        | 5 декабря 2008                  | 151-519         |
| В «Красти Краб» приходит кулинарный критик и даёт Губке Бобу хороший отзыв. |            |                                                                       |                           |                                                                     |                     |                                 |                 |
| 89b | 9b         | «Споём песню Патрика» «Sing a Song of Patrick»                        | Алан Смарт                | Люк Брукшир, Том Кинг и Стивен Бэнкс                                | 19 февраля 2007     | 5 декабря 2008                  | 151-520         |
| Патрик видит в конце одного из комиксов предложение написать песню и спеть её со своей группой. Но он все таки получает песню, и им все таки не понравилось. |            |                                                                       |                           |                                                                     |                     |                                 |                 |
| 90a | 10a        | «Блоха под куполом» «A Flea in Her Dome»                              | Эндрю Овертум             | Кейси Александр, Зеус Цервас и Стивен Бэнкс                         | 1 августа 2007      | 13 декабря 2008                 | 151-522         |
| Сэнди возвращается с научной конференции в Техасе и приносит с собой блоху. Блоха быстро размножается, не спасает даже специальный ошейник против блох. |            |                                                                       |                           |                                                                     |                     |                                 |                 |
| 90b | 10b        | «Пончик стыда» «The Donut of Shame»                                   | Том Ясуми                 | Нэйт Кэш и Дэни Михаэли                                             | 1 августа 2007      | 13 декабря 2008                 | 151-521a        |
| В конце вечеринки Патрик берёт пончик, но когда идёт домой, он понимает, что это пончик Губки Боба. Патрик пытается спрятать пончик, когда Губка Боб приходит к нему домой. Это прекращается, когда выясняется, что они были на дне рождения Патрика. Друзья делят пончик пополам и съедают его. |            |                                                                       |                           |                                                                     |                     |                                 |                 |
| 90c | 10c        | «Красти тарелка» «The Krusty Plate»                                   | Том Ясуми                 | Так Такер и Эрик Шоу                                                | 1 августа 2007      | 13 декабря 2008                 | 151-521b        |
| Губка Боб собирается домой после работы, но мистер Крабс говорит, что он пропустил пятно на тарелке. Мистер Крабс напоминает ему, что никому не дозволено идти домой, пока закусочная полностью не очищена. Губка Боб различными способами пытается избавиться от пятна. |            |                                                                       |                           |                                                                     |                     |                                 |                 |
| 91a | 11a        | «Газ агу-агу» «Goo Goo Gas»                                           | Алан Смарт                | Нэйт Кэш, Так Такер и Ричард Пурсель                                | 19 июля 2009        | 13 декабря 2008                 | 151-523         |
| Коварный Планктон придумал новый план по краже рецепта крабсбургеров. Для этого он создаёт газ, обращающий процесс старения, и превращает взрослых в детей. |            |                                                                       |                           |                                                                     |                     |                                 |                 |
| 91b | 11b        | «Обмен по-французски» «Le Big Switch»                                 | Том Ясуми                 | Люк Брукшир, Том Кинг и Дэни Михаэли                                | 29 сентября 2007    | 13 декабря 2008                 | 151-524         |
| Губка Боб становится французским шеф-поваром, пока настоящий француз работает в «Красти Краб». |            |                                                                       |                           |                                                                     |                     |                                 |                 |
| 92 | 12         | «Атлантис Квадратные Штанантис» «Atlantis SquarePantis»               | Эндрю Овертум             | Кейси Александр, Зеус Цервас, Стивен Бэнкс и Дэни Михаэли           | 12 ноября 2007      | 2 и 3 февраля 2010 (MTV Russia) | 151-517/151-518 |
| Губка Боб и Патрик находят пропавшую половину амулета Атлантиса и относят её в музей. В музее Сквидвард получил профессию экскурсовода. Губка Боб и Патрик находят в музее вторую половину. Сэнди говорит, что если соединить две половины, то они смогут попасть в Атлантис. |            |                                                                       |                           |                                                                     |                     |                                 |                 |
| 93a | 13a        | «Фотография на память» «Picture Day»                                  | Алан Смарт                | Кейси Александр и Дэни Михаэли                                      | 2 августа 2007      | 13 декабря 2008                 | 151-529a        |
| В Школе Управления Катерами день фотографирования, и Губка Боб удостоверяется в том, что хорошо выглядит. Но природа так ему мстит что он все равно становится грязным, но все таки его фотографируют. |            |                                                                       |                           |                                                                     |                     |                                 |                 |
| 93b | 13b        | «Патрик не платит» «Pat No Pay»                                       | Алан Смарт                | Зеус Цервас и Дэни Михаэли                                          | 2 августа 2007      | 13 декабря 2008                 | 151-529b        |
| Патрик приходит в «Красти Краб» и заказывает много крабсбургеров. Он их съел, а денег для оплаты у него нет. Тогда мистер Крабс заставляет Патрика работать в «Красти Краб». |            |                                                                       |                           |                                                                     |                     |                                 |                 |
| 93c | 13c        | «БлэкДжек» «BlackJack»                                                | Алан Смарт                | Кейси Александр, Зеус Цервас и Ричард Пурсель                       | 2 августа 2007      | 13 декабря 2008                 | 151-525         |
| Губка Боб получает письмо от своего кузена Блэкджека, в котором говорится, что он вышел из тюрьмы и похитил родителей Спанч Боба. |            |                                                                       |                           |                                                                     |                     |                                 |                 |
| 94a | 14a        | «Губка с подбитым глазом» «Blackened Sponge»                          | Том Ясуми                 | Грег Миллер, Аарон Спрингер и Эрик Шоу                              | 3 августа 2007      | 13 декабря 2008                 | 151-530         |
| Губка Боб чистит зубы, и колпачок от зубной пасты случайно попадает ему в глаз, под которым образуется синяк. Губка Боб обходит город, говоря, что дрался с мистером Крейзифишем. |            |                                                                       |                           |                                                                     |                     |                                 |                 |
| 94b | 14b        | «Человек-Русалка против Спанч Боба» «Mermaid Man vs. SpongeBob»       | Том Ясуми                 | Нэйт Кэш, Так Такер и Эрик Шоу                                      | 3 августа 2007      | 13 декабря 2008                 | 151-528         |
| Планктон злится из-за того, что мистер Крабс собирается снять рекламу, он идёт к Морскому Супермену и Очкарику и заставляет их напасть на «Красти Краб». |            |                                                                       |                           |                                                                     |                     |                                 |                 |
| 95a | 15a        | «Обитатели лета» «The Inmates of Summer»                              | Алан Смарт                | Крис Реккарди, Аарон Спрингер и Дэни Михаэли                        | 23 ноября 2007      | 14 декабря 2008                 | 151-534         |
| Губка Боб с Патриком случайно попадают в тюремный корабль вместо лодки, едущего в летний лагерь. Им это веселит, даже присутствие командира, но потом приезжает вожатый из лагеря и им теперь не радуются так как это пытка. |            |                                                                       |                           |                                                                     |                     |                                 |                 |
| 95b | 15b        | «Спасите белку» «To Save a Squirrel»                                  | Алан Смарт                | Люк Брукшир, Нэйт Кэш и Дэни Михаэли                                | 23 ноября 2007      | 14 декабря 2008                 | 151-531         |
| Губка Боб и Патрик без ведома Сэнди едут с ней в поход, спрятавшись в багажнике автомобиля. Но они выпали из машины и в результате теряются в дикой местности. В результате, Губка Боб и Патрик понимают суть похода для выживания, а Сэнди понимает что нельзя уезжать без проверки чтобы никто за ними не следили и не потерялись.                                                                                                 |            |                                                                       |                           |                                                                     |                     |                                 |                 |
| 96 | 16         | «Спанч Боб: Деспот запада» «Pest of the West»                         | Эндрю Овертум и Том Ясуми | Люк Брукшир, Том Кинг, Стивен Бэнкс и Ричард Пурсель                | 11 апреля 2008      | 9 сентября 2009                 | 151-526/151-527 |
| После расследования истории своей семьи Губка Боб понимает, что связан с великим героем Дикого Запада. |            |                                                                       |                           |                                                                     |                     |                                 |                 |
| 97a | 17a        | «20,000 бургеров под водой» «20,000 Patties Under the Sea»            | Том Ясуми                 | Крис Реккарди, Аарон Спрингер и Ричард Пурсель                      | 23 ноября 2007      | 14 декабря 2008                 | 151-537         |
| За ананасовым домом Губка Боб с Патриком находят подводную лодку. Они показывают её мистеру Крабсу, и он решает сделать «Красти Краб» передвижным. В результате они приносят Крабсу драгоценные камни вместо денег. |            |                                                                       |                           |                                                                     |                     |                                 |                 |
| 97b | 17b        | «Сражение в Бикини Боттом» «The Battle of Bikini Bottom»              | Эндрю Овертум             | Люк Брукшир, Нэйт Кэш и Эрик Шоу                                    | 23 ноября 2007      | 14 декабря 2008                 | 151-538         |
| Губка Боб и Патрик видят рыб, проводящих реконструкцию «Бикини Боттомского сражения». Патрик говорит, что сражение началось, когда желающие быть грязными вступили в схватку с желающими быть чистыми. В результате, Губка Боб и Патрик меняются местами. |            |                                                                       |                           |                                                                     |                     |                                 |                 |
| 98 | 18         | «Что же случилось с Губкой Бобом?» «What Ever Happened to SpongeBob?» | Алан Смарт и Том Ясуми    | Кейси Александр, Зеус Цервас и Стивен Бэнкс                         | 13 октября 2008     | 22 июля 2009                    | 151-535/151-536 |
| После того, как Губка Боб испортил день своих друзей, он решает уйти из Бикини Боттом. По пути он теряет свою память. |            |                                                                       |                           |                                                                     |                     |                                 |                 |
| 99a | 19a        | «Второе лицо Сквидварда» «The Two Faces of Squidward»                 | Том Ясуми                 | Чарли Бин, Аарон Спрингер и Стивен Бэнкс                            | 23 ноября 2007      | 14 декабря 2008                 | 151-540         |
| Губка Боб случайно хлопает дверью по лицу Сквидварда, и Сквидвард делает пластическую операцию, после которой становится гораздо красивее. |            |                                                                       |                           |                                                                     |                     |                                 |                 |
| 99b | 19b        | «Спанч-обелиски» «SpongeHenge»                                        | Эндрю Овертум             | Кейси Александр, Зеус Цервас и Ричард Пурсель                       | 23 ноября 2007      | 14 декабря 2008                 | 151-532         |
| Губка Боб гуляет в ветреную погоду, и ветер, проходя через его дыры, создаёт музыку. Музыка привлекает небольшую медузу. Губке Бобу нравится его маленький друг, пока не начинают прибывать остальные медузы. Но потом Губка Боб обманывает их и создают обелисковых копий себя на многие века. |            |                                                                       |                           |                                                                     |                     |                                 |                 |
| 100a | 20a        | «Запрещено в Бикини Боттом» «Banned in Bikini Bottom»                 | Алан Смарт                | Стивен Бэнкс и Аарон Спрингер                                       | 23 ноября 2007      | 14 декабря 2008                 | 151-539         |
| В «Красти Краб» приходит мисс Грислпусс и решает закрыть ресторан и запретить крабсбургеры, так как они слишком забавные и вкусные. |            |                                                                       |                           |                                                                     |                     |                                 |                 |
| 100b | 20b        | «Стэнли С. Квадратные Штаны» «Stanley S. SquarePants»                 | Эндрю Овертум             | Люк Брукшир, Нэйт Кэш и Эрик Шоу                                    | 23 ноября 2007      | 14 декабря 2008                 | 151-533         |
| Дядя Шерм присылает Губке Бобу своего сына Стэнли. Однако в примечании говорится, что Стэнли всё уничтожает своим прикосновением. |            |                                                                       |                           |                                                                     |                     |                                 |                 |